# Stjernen
 For alternative betydninger, se Stjernen (flertydig). (Se også artikler, som begynder med Stjernen)
 Bryggeriet Stjernen (indtil 1920: Arbejdernes Bryggeri "Stjernen") eller Bryggeriarbejdernes Kooperative Bryggeri, var et dansk bryggeri grundlagt på Frederiksberg 10. marts 1902, startet op 8. april samme år og lukket 1964.

## Historie
Bryggeriet blev stiftet med kapital primært fra Arbejdernes Fællesbageri og støtte fra bryggeriarbejdere i København. Tanken var, at hvis arbejderne skulle drikke øl, kunne det lige så godt være brygget af arbejderne selv. Aktiekapitalen, af hvilken Arbejdernes Fællesbageri tilskød de to tredjedele, var på 150.000 kroner ved en nytegning i 1948 til 1 million kroner. Ved åbningen i 1902 havde Stjernen ca. 80 arbejdere og funktionærer, hvoraf ca. halvdelen var kvinder.
I de første fem år af bryggeriets levetid lejede man sig ind i et nybygget bryggeri på Dronning Olgas Vej 70 (opført 1896-98 efter tegninger af Gotfred Tvede), der var ejet af Københavns Bryggerier og Malterier, senere kendt som Bryggeriet Hafnia. I 1907 overtog Stjernen ejendommen på Dronning Olgas Vej, og Bryggeriet Hafnia flyttede til Stefansgade på Nørrebro. Sjernen fik dog leveret hvidtøl fra Bryggeriet Hafnia helt indtil 1933, hvor bryggeriet selv startede en produktion op. I 1911 begyndte Stjernen også at producere sodavand.
Stjernen havde sin storhedstid i 1920'erne og 1930'erne, dog uden den helt store folkelige succes. Trods modstand fra afholdsbevægelsen og de store bryggerier blev Stjernen det tredjestørste bryggeri i Danmark, og bryggeriet gik forrest, hvad angik kortere arbejdstid, højere lønninger, bedriftsråd samt kultur- og idrætsaktiviteter. 
Efter Anden Verdenskrig havde Stjernen en markedsandel på ca. 10 procent, men fra midten af 1950'erne var salget faldet støt til kun 2 procent i begyndelsen af 1960'erne. På trods af en række populære reklamer for Star i 1950'erne, førte det svigtende salg, kombineret med arbejdernes modstand mod rationaliseringer, til Stjernens endeligt i 1964. Hverken Hovedstadens Brugsforening eller de store bryggerier ønskede at videreføre bryggeriet, som blev opkøbt af Bryggeriforeningen og nedrevet.
Efter Stjernens lukning købte Carlsberg bryggeriets ølmærker såsom Star Pilsner og Viking Stærk Pilsner. Da Carlsberg fra omkring 1999 til 2004 havde en handelsaftale med Coop Danmark om levering af discountøl, bryggedes bl.a. en "Star Pilsner" på 4,6% alc. vol., som blev tappet på Carlsbergs datterselskab Saltum og Neptun Bryggerier i Saltum, Nordjylland.

## Stjernegrunden
Da Stjernens bygninger på Nordre Fasanvej og Dronning Olgas Vej blev revet ned, blev de erstattet af almene boliger fra 1974 for AKB. Disse var tegnet af Svenn Eske Kristensen, men er siden blevet ombygget. Bebyggelsen betegnes fortsat »Stjernen« efter det tidligere bryggeri og består af 645 lejligheder.

## Ledelse
Bryggeriets første bestyrer var Sigvald Olsen (1854-1919); han efterfulgtes af Gregers Christian Olsen
(1857-1923), og denne efterfulgtes af Emanuel Svendsen (1864-1951), der sad i bryggeriets ledelse til 1944. Fra 1945 bestod direktionen af Peder Nørgaard (1895-1973), administrerende direktør (indtrådt i ledelsen som underdirektør i 1933) og Viggo Christensen (1889-). Nørgaard var direktør frem til 1960.